# چو یونگ-ریم
این یک نام کره‌ای است؛ نام خانوادگی چو است.
چو یونگ-ریم (به انگلیسی: Choe Yong-rim) (کره‌ای: 최영림؛ زاده ۲۰ نوامبر ۱۹۳۰) نخست‌وزیر جمهوری دموکراتیک خلق کره از ۷ ژوئن ۲۰۱۱ تا ۱ آوریل ۲۰۱۳ و عضو پرزیدیوم کمیته مرکزی حزب کارگران کره از ۲۰۱۰ است.

## حرفه
چو یونگ-ریم در ژوئیه ۱۹۵۰ به ارتش انقلابی خلق کره پیوست. او وارد مدرسه انقلابی مانگیونگده، دانشگاه کیم ایل-سونگ و دانشگاه مسکو شد. او که مهندس برق است ار ۱۹۵۰ سمتهای متعددی از جمله مربی، دبیر کمیته مرکزی حزب کارگران کره داشته‌است.
او در سومین جلسه دوازدهمین مجمع عالی خلق به سمت نخست‌وزیری برگزیده شد. او رسماً یک سوم قدرت در کره شمالی را بر عهده دارد، کیم-یونگ نام عهده‌دار امور خارجی و کیم جونگ-اون عهده‌دار امور دفاعی است.